# Partido de la Prohibición
El Partido de la Prohibición o Partido Prohibitivo (en inglés: Prohibition Party) es un partido político de los Estados Unidos conocido por su histórica oposición a la venta o consumo de bebidas alcohólicas y por ser una parte integral del movimiento por la templanza. Es el tercer partido más antiguo en actividad y el partido minoritario más antiguo que aún existe en los Estados Unidos.
Aunque nunca fue uno de los partidos principales en los Estados Unidos, llegó a ser una fuerza importante dentro del Tercer Sistema de Partidos a finales del siglo XIX y principios del siglo XX. La organización decayó tras la promulgación de la Ley Seca en los Estados Unidos, pero experimentó un aumento en el número de votos después de la derogación de la Decimoctava Enmienda en 1933. Sin embargo, después de la Segunda Guerra Mundial entró en declive, siendo 1948 la última vez que su candidato presidencial recibió más de 100,000 votos y 1976 la última ocasión en que el partido obtuvo más de 10,000 votos.
La plataforma del partido ha cambiado a lo largo de su existencia. Sus programas durante el siglo XIX respaldaban posturas progresistas y populistas, incluyendo el sufragio femenino, la igualdad de derechos raciales y de género, el bimetalismo, la igualdad salarial y un impuesto sobre la renta.En la actualidad, la plataforma del partido es progresista en materia económica, ya que apoya la Seguridad Social y la educación gratuita, pero es mixta en cuestiones sociales, pues respalda la templanza y aboga por una ética de vida coherente, al mismo tiempo que apoya las uniones entre personas del mismo sexo. El partido también promueve el cuidado del medioambiente.

## Historia

### Fundación
En 1868 y 1869, las ramas de la Organización Internacional de los Buenos Templarios, una organización mundial de templanza, aprobaron resoluciones en apoyo a la creación de un partido político a favor de la prohibición del alcohol. Del 29 al 30 de julio de 1868, se celebró en Cleveland, Ohio, la sexta Convención Nacional de la Templanza, en la que se aprobó una resolución que respaldaba que los defensores de la templanza ingresaran en la política. El 25 de mayo de 1869, la rama de los Buenos Templarios en Oswego, Nueva York, convocó una reunión para preparar la creación de un partido político a favor de la prohibición. Jonathan H. Orne fue elegido presidente y Julius A. Spencer secretario de la reunión, y se creó un comité compuesto por John Russell, Daniel Wilkins, Julius A. Spencer, John N. Stearns y James Black para organizar un partido nacional.
El 1 de septiembre de 1869, casi quinientos delegados de veinte estados y de Washington D. C. se reunieron en el Farwell Hall de Chicago, y John Russell fue elegido presidente provisional y James Black presidente de la convención.El partido fue el primero en aceptar a mujeres como miembros y otorgarles plenos derechos como delegadas.El exactivista abolicionista Gerrit Smith, quien había servido en la Cámara de Representantes de 1853 a 1854 y había sido candidato presidencial en 1848, 1856 y 1860 con la nominación del Partido Libertad, participó como delegado por Nueva York y pronunció un discurso en la convención. La organización fue denominada tanto Partido Nacional por la Prohibición como Partido de Reforma por la Prohibición.

### Inicios

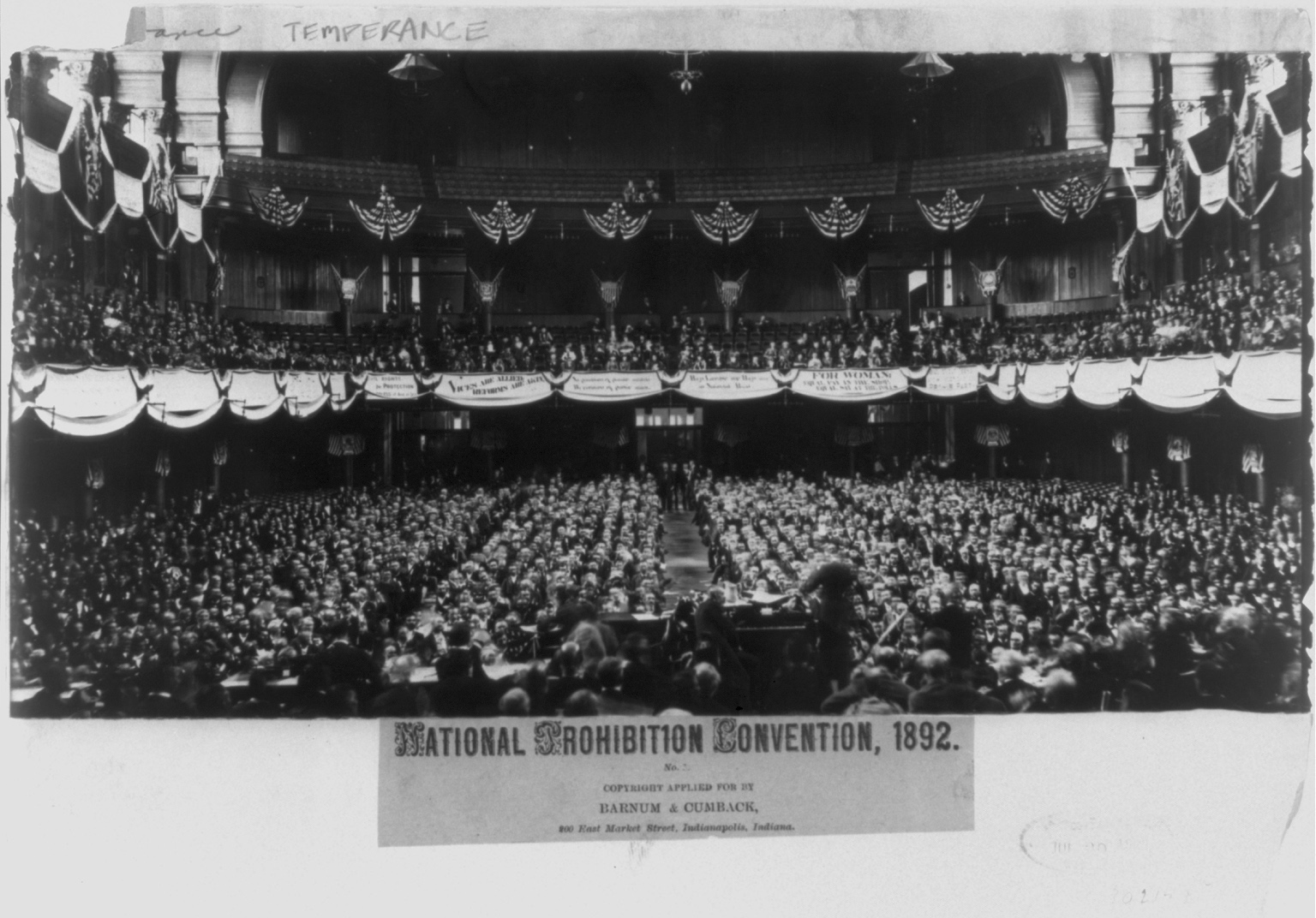
Convención Nacional de la Prohibición de 1892

El 9 de diciembre de 1871, se convocó a una convención nacional para el 22 de febrero de 1872 con el fin de nominar a un candidato presidencial y a un candidato a la vicepresidencia.Se propusieron como candidatos presidenciales a Simeon B. Chase, al presidente de la Corte Suprema de los Estados Unidos Salmon P. Chase, a Gerrit Smith, al exalcalde de Portland, Maine Neal Dow y a John Russell, mientras que para la nominación a la vicepresidencia se propusieron Henry Fish, James Black, John Blackman, el secretario Gideon T. Stewart, Julius A. Spencer y Stephen B. Ransom.Black y Russell obtuvieron las nominaciones presidenciales y vicepresidenciales, respectivamente. La primera plataforma de la organización incluía el apoyo a la prohibición del alcohol, la elección directa de senadores, la moneda bimetálica (basada tanto en plata como en oro), aranceles bajos, el sufragio universal para hombres y mujeres de todas las razas y el aumento de la inmigración extranjera.
En 1876, el nombre de la organización se cambió a Partido Nacional de Reforma por la Prohibición. Sin embargo, en 1881, Frances Willard, R. W. Nelson, A. J. Jutkins y George W. Bain formaron el Partido de Protección del Hogar, que era más favorable al sufragio femenino que el Partido de la Prohibición, pero que posteriormente se reincorporó al partido en la convención de 1882, momento en el que la organización pasó a llamarse Partido de la Prohibición y Protección del Hogar. No obstante, en la convención nacional de 1884, la organización fue renombrada como Partido Nacional por la Prohibición.

### Crecimiento

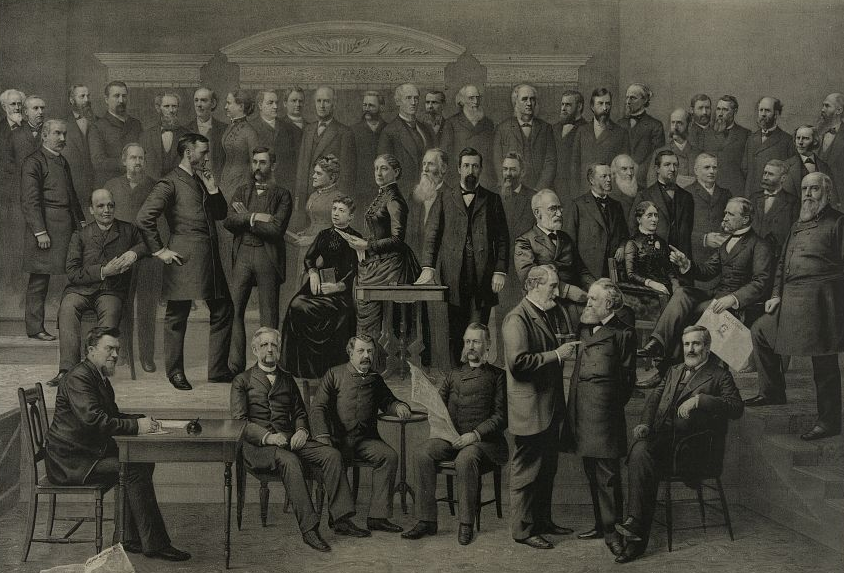
Convención Nacional de la Prohibición de 1884 en el Lafayette Hall, Pittsburgh, Pensilvania.

En 1879, Frances Willard se convirtió en presidenta de la Unión Cristiana de Mujeres por la Templanza y, aunque la organización se había mantenido al margen de la política en las elecciones presidenciales de 1876 y 1880, Willard promovió una resolución mediante la cual la organización se comprometería a apoyar a cualquier partido que respaldara la prohibición del alcohol. Sus intentos en 1882 y 1883 no tuvieron éxito, pero lo logró en 1884 después de que sus oponentes se marcharan para unirse a la Unión de Mujeres Cristianas por la Templanza No Partidista, fundada por Judith Foster.Durante las elecciones presidenciales de 1884, la organización envió su resolución a los partidos Republicano, Demócrata, de los Billetes Verdes y de la Prohibición, y solo el Partido de la Prohibición la aceptó. En la convención nacional de 1884 de la Unión Cristiana de Mujeres por la Templanza, celebrada en San Luis, Misuri, la organización votó 195 contra 48 a favor de apoyar al Partido de la Prohibición y mantendría ese respaldo hasta la muerte de Willard en 1898.
Durante las elecciones de 1884, el partido nominó a John St. John, exgobernador republicano de Kansas, quien, con el apoyo de Willard y de la Unión Cristiana de Mujeres por la Templanza, logró que el partido obtuviera 147,482 votos, equivalentes al 1.50 % del voto popular. Sin embargo, se acusó al partido de arruinar la elección debido a que el margen de victoria de Grover Cleveland sobre James G. Blaine en Nueva York fue menor que el total de votos obtenidos allí por St. John.En 1888, el candidato presidencial del partido, Clinton B. Fisk, fue acusado de ser un posible candidato spoiler que impediría la victoria de Benjamin Harrison, pero Harrison ganó las elecciones a pesar de perder el voto popular a nivel nacional.
De enero a febrero de 1892, Willard se reunió en Chicago y San Luis con representantes de la Alianza de Agricultores, el Partido del Pueblo, el Partido Nacional de Reforma y el remanente del Partido de los Billetes Verdes, con el objetivo de crear una candidatura presidencial de fusión, pero las organizaciones no lograron ponerse de acuerdo en una plataforma.El Partido del Pueblo posteriormente se fusionaría con el Partido Demócrata en las elecciones presidenciales de 1896.
El partido sufrió una escisión en la convención de la Prohibición de 1896 entre la facción "narrow gauger", que apoyaba incluir únicamente la prohibición del alcohol en la plataforma del partido, y la facción "broad gauger", que defendía añadir también la libre acuñación de plata y el sufragio femenino. Tras lograr los narrow gaugers imponer tanto la fórmula presidencial como la plataforma del partido, los broad gaugers, liderados por el ex candidato presidencial John St. John, el presidente estatal de Nebraska Charles Eugene Bentley y la sufragista Helen M. Gougar, abandonaron la convención y crearon el disidente Partido Nacional, nominando una candidatura rival con Bentley para presidente y James H. Southgate para vicepresidente.La fórmula del Partido de la Prohibición, integrada por Joshua Levering y Hale Johnson, tuvo el peor resultado en voto popular desde los 10,364 votos de Neal Dow en 1880, aunque aun así superó los 13,968 votos obtenidos por el Partido Nacional. Tras las elecciones de 1896, la mayoría de los miembros del Partido Nacional se desilusionaron y regresaron al Partido de la Prohibición, pero quienes permanecieron se reorganizaron como el Partido de Reforma de la Unión y apoyaron a Seth H. Ellis y Samuel Nicholson en las elecciones presidenciales de 1900,mientras que la candidatura oficial del Partido de la Prohibición, con John G. Woolley y Henry B. Metcalf, obtuvo el 1.5 % y el tercer lugar en el voto popular nacional.
Al mismo tiempo, la ideología del Partido de la Prohibición se amplió para incluir aspectos del progresismo. El partido participó en los debates de terceros partidos de la década de 1910 y envió a Charles H. Randall al 64.º, 65.º y 66.º Congreso (1915-1921) como representante del 9.º distrito congresional de California; el 6 de abril de 1917, Randall fue uno de los 50 representantes que votaron en contra de la entrada de Estados Unidos en la Primera Guerra Mundial.El demócrata Sidney J. Catts, de Florida, después de perder por poco las primarias demócratas, utilizó la línea del Partido de la Prohibición para ser elegido gobernador de Florida en 1916; permaneció como demócrata.
Durante las elecciones presidenciales de 1916, el partido intentó otorgar su nominación presidencial al ex candidato presidencial demócrata William Jennings Bryan, pero este rechazó la oferta por telegrama.En la convención nacional, la nominación presidencial fue otorgada al exgobernador de Indiana Frank Hanly, pero un intento de hacer que su nominación fuera unánime fue rechazado por Eugene W. Chafin, quien había sido el candidato presidencial en 1908 y 1912, y había apoyado otorgar la nominación al exgobernador de Nueva York William Sulzer.Virgil G. Hinshaw escribió a John M. Parker en un intento de fusionar los partidos de la Prohibición y Progresista, pero fracasó; los progresistas no nominaron a un candidato presidencial y posteriormente se disolvieron.
El 4 de febrero de 1918, la filial del Partido de la Prohibición en California votó a favor de fusionarse con el Partido Nacional, el cual había sido creado en 1917 por desertores pro–guerra del Partido Socialista de América.

### Declive
El 16 de enero de 1919, la Decimoctava Enmienda, que prohibía las “bebidas alcohólicas” en Estados Unidos, fue ratificada por el número requerido de estados. Aunque se sugirió disolver la organización debido a que se había logrado la prohibición nacional del alcohol, los líderes del comité cambiaron el enfoque de la organización para apoyar la aplicación de la prohibición. En 1921, la organización solicitó que cualquier no ciudadano que violara la Decimoctava Enmienda fuera deportado y que los ciudadanos infractores perdieran su derecho al voto. En la convención nacional de 1924, el partido aprobó una plataforma con solo dos puntos: apoyar la religión en las escuelas públicas y la asimilación de los inmigrantes.
Durante las elecciones presidenciales de 1928, algunos miembros del partido, incluido el presidente D. Leigh Colvin y el ex candidato presidencial Herman P. Faris, consideraron apoyar al republicano Herbert Hoover en lugar de postular a un candidato del Partido de la Prohibición y arriesgarse a que Al Smith, quien apoyaba el fin de la prohibición, fuera elegido. Sin embargo, el partido decidió nominar a William F. Varney debido a que consideraban que Hoover no era lo suficientemente estricto con la prohibición, aunque la filial en California le otorgó a Hoover una línea adicional en la boleta y en Pensilvania la filial no presentó electores presidenciales.No obstante, el partido se volvió crítico de Hoover después de su victoria, y durante las elecciones presidenciales de 1932 D. Leigh Colvin declaró: "La plataforma republicana ‘wet’, que apoya la derogación de la Prohibición, significa que el señor Hoover es el traidor más conspicuo desde Benedict Arnold".Hoover perdió las elecciones, pero la prohibición nacional fue derogada en 1933 con la aprobación de la Vigesimoprimera Enmienda durante la administración Roosevelt.

### Después de la Segunda Guerra Mundial
En 1950, cuando el partido tenía una deuda de 5,000 dólares, Gerald Overholt fue elegido presidente del partido. Durante las elecciones presidenciales de 1952, Overholt y Stuart Hamblen, el candidato presidencial, gastaron 70,000 dólares y la deuda del partido aumentó a 20,000 dólares. Durante las elecciones de 1954, las filiales en Pensilvania, Massachusetts, Indiana y Michigan perdieron su acceso a las boletas, aunque el partido siguió siendo exitoso en Kansas, donde el sheriff del condado de Jewell del Partido de la Prohibición fue reelegido, y en California, donde el candidato a fiscal general recibió más de 200,000 votos.
En 1977, el partido cambió su nombre a Partido Nacional Estadista, pero la revista Time sugirió que era “dudoso” que el cambio de nombre lograra “sacar al partido de la categoría de rareza política”, y en 1980 volvió a cambiar su nombre al Partido de la Prohibición.
El Partido de la Prohibición experimentó una escisión en 2003, cuando el anterior candidato presidencial del partido, Earl Dodge, creó un partido rival llamado Partido Nacional de la Prohibición en Colorado.Una facción opuesta nominó a Gene C. Amondson para presidente y se registró bajo la bandera del Partido de la Prohibición en Luisiana. Dodge se postuló bajo el nombre del histórico Partido de la Prohibición en Colorado,mientras que el Partido Concerns of People permitió que Amondson se presentara en su línea contra Dodge. Amondson recibió 1,944 votos a nivel nacional, mientras que Dodge obtuvo 140.

Estados de residencia de todos los candidatos presidenciales del Partido de la Prohibición.

Una de las principales áreas de desacuerdo entre las facciones era sobre quién debería controlar los pagos de un fondo fiduciario dedicado al Partido de la Prohibición por George Pennock en 1930.El fondo paga aproximadamente 8,000 dólares al año, y durante la escisión estos fondos se dividieron entre las facciones.Dodge falleció en 2007, lo que permitió que la disputa sobre los fondos Pennock se resolviera finalmente en 2014. Se informa que el partido cuenta con solo “unas tres docenas de miembros que pagan cuotas”.
En 2015, el partido volvió a integrarse a la junta de la Coalición por Elecciones Libres y Abiertas y se convirtió en un partido político calificado en Misisipi.En las elecciones de 2016, el partido nominó a James Hedges y logró calificar para la boleta en tres estados: Arkansas, Colorado y Misisipi; obtuvo 5,514 votos, convirtiéndose en el candidato presidencial del Partido de la Prohibición más exitoso desde 1988.

Acceso a la boleta del Partido de la Prohibición durante las elecciones presidenciales de 2016.

El partido se reunió mediante conferencia telefónica en noviembre de 2018 para nominar su fórmula presidencial de 2020. Bill Bayes, de Mississippi, el candidato a vicepresidente durante las elecciones presidenciales de 2016, recibió la nominación en la primera votación por encima de Adam Seaman y Phil Collins. C.L. Gammon, de Tennessee, obtuvo la nominación a la vicepresidencia sin oposición.Bayes renunció como candidato, acusando a algunos activistas del partido de sabotear su postulación debido a que se oponían a sus puntos de vista.Se realizó otra conferencia telefónica, durante la cual Gammon recibió la nominación presidencial y Collins la nominación a la vicepresidencia.Sin embargo, Gammon se retiró de la nominación en agosto de 2019 debido a problemas de salud, y se llevó a cabo otra conferencia telefónica que seleccionó a Collins para la nominación presidencial y a Billy Joe Parker para la nominación a la vicepresidencia. En 2024, el partido nominó al empresario Michael Wood para presidente y a John Pietrowski para vicepresidente.

## Miembros notables
- Joseph E. Anderson (1873–1937), legislador estatal de Illinois y el miembro más reciente del Partido de la Prohibición en la Asamblea General de Illinois.[48]
- Marie C. Brehm, primera mujer legalmente calificada en ser nominada para vicepresidenta.[49]
- Neal Dow, alcalde de Portland, Maine (1851–1852; 1855–1856).
- Clay Freeman Gaumer, miembro de la Cámara de Representantes de Illinois por el condado de Vermilion durante la 35.ª Asamblea General.[50]
- John R. Golden, miembro de la Cámara de Representantes de Illinois por el condado de Ford durante la 45.ª Asamblea General.[51]
- John H. Hoeppel, representante de EE. UU. por California (1933–1937).[52]
- Nicholas L. Johnson, miembro de la Cámara de Representantes de Illinois por el condado de Kane durante la 46.ª Asamblea General.[53]